# Styria Media Group

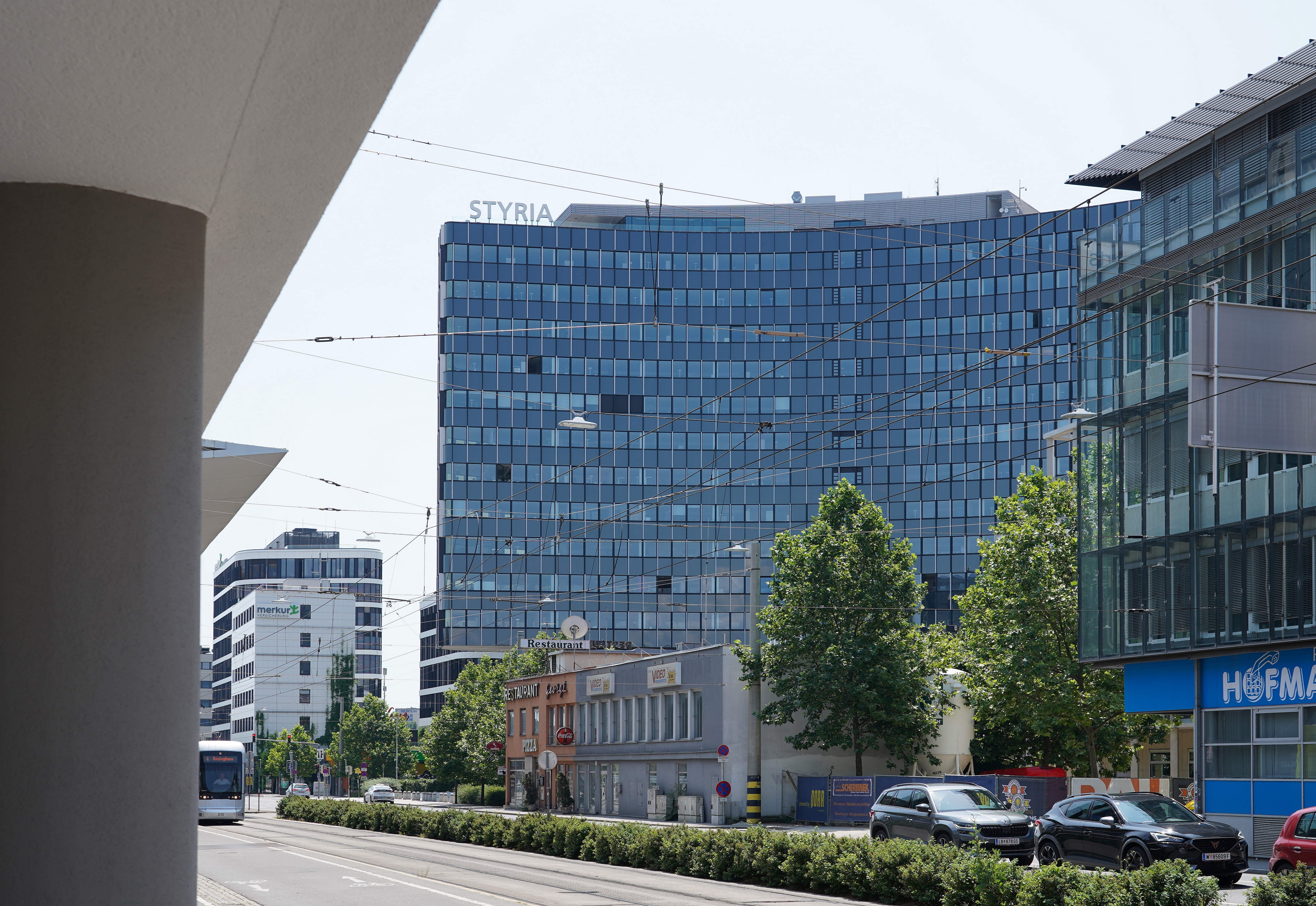
Das Styria Media Center am Gadollaplatz gegenüber der Grazer Stadthalle

Die Styria Media Group AG zählt zu den größten Medienunternehmen Österreichs. Das Unternehmen ist auch international tätig. Vor allem in Slowenien und Kroatien besitzt der Konzern mehrere Medien und digitale Marktplätze. 98,33 Prozent der Anteile sind im Besitz der Katholischer Medien Verein Privatstiftung.

## Geschichte
Die Styria Media Group ging aus dem 1869 gegründeten Katholischen Preßverein in der Diözese Graz-Seckau hervor, dessen Ziel die Wahrnehmung und Förderung publizistischer Aufgaben im christlichen Geist war, wie aus einem späteren Grundsatztext hervorging. Ihre Motivation in einer Zeit des Kulturkampfes war definiert als Widerstand gegen diese Entwicklung und Aufklärung durch publizistische Tätigkeit.
Der Betrieb der Preßvereinsanstalten wurde am 1. Jänner 1870 mit der Eröffnung der Vereinsbuchdruckerei aufgenommen. Seit 1880 firmierten die Anstalten des Preßvereins unter dem Namen Styria. Ab 1886 durfte sich die Druckerei der Styria k. k. Universitätsbuchdruckerei nennen. 1887 vergrößerte sich das Unternehmen durch den Ankauf der Buchdruckerei Gutenberg, 1893 wurde die Stiftersche Buchdruckerei und Buchhandlung in Judenburg zugekauft. Im Verlag erschienen zu dieser Zeit hauptsächlich theologische, volkstümliche, belletristische, geschichtliche Literatur und Kirchenmusik.  Eine wichtige Grundlage für den frühen Erfolg bildeten die Großzügigkeit und der Weitblick des Eigentümers, der als unabhängiger, eigenverantwortlicher Verein die erwirtschafteten Gewinne zur Gänze in das Unternehmen reinvestierte und so eine nachhaltige Wertschöpfung ermöglichte. Die Leitprinzipien des Unternehmens in jenen Jahren lautete „Fide, Arte, Industria“.
1904 wurde in Graz die Kleine Zeitung begründet, die als Tagblatt für eine breite Masse konzipiert war und die Nähe zu den Menschen, unabhängig von deren sozialer Herkunft, Bildung und religiöser sowie politischer Gesinnung suchte. Unter der Bezeichnung „Kreuzerfrosch“ wurde die Kleine Zeitung weithin bekannt. Die Hyperinflation in den 1920er-Jahren zeigte ebenso Wirkung wie die zunehmende politische Polarisierung im Land. In den 1920er- und 1930er-Jahren gehörten dem Unternehmen Styria noch weitere regionale Zeitungen, Druckereien, Buchverlage und Buchhandlungen. Aufgrund seiner katholischen Ausrichtung wurde das Unternehmen in den Jahren 1938–1945 „gleichgeschaltet“ und der Name Styria aus allen offiziellen Firmenbezeichnungen eliminiert. Die Kleine Zeitung und weitere Tages- und Wochenblätter des Unternehmens mussten an die nationalsozialistische Südostdeutsche Zeitungsverlags G.m.b.H. zwangsverkauft werden.
Nach Kriegsende wurde die Styria vom rechtmäßigen Eigentümer, dem Katholischen Pressverein, wieder übernommen. Die im Mai 1945 von den sowjetischen Besatzungsbehörden verbotene Kleine Zeitung konnte ab 1948 wieder erscheinen und trug maßgeblich zum wirtschaftlichen Aufschwung der Styria bei. 1976 wurde die Hauptverantwortung bei der Wochenzeitung Die Furche übernommen sowie schrittweise die Übernahme der österreichischen Tageszeitung Die Presse ab 1991. 1997 wurde das Unternehmen in eine Aktiengesellschaft umgewandelt. 98,33 Prozent der Anteile sind im Besitz der Katholischer Medien Verein Privatstiftung (vormals Katholischer Preßverein Privatstiftung) und zu 1,67 Prozent im Besitz des Katholischen Medien Vereins (vormals Katholischer Preßverein).
2001 stieg die Styria mit der Übernahme der Traditionszeitung Večernji list in das Auslandsgeschäft ein, 2003 folgte der Schritt in den slowenischen Markt. U. a. wurde 2007–2014 in Ljubljana die Gratiszeitschrift Žurnal 24 herausgegeben. Im Frühjahr 2009 startete die RegionalMedien Austria AG, ein 50:50-Joint-Venture von Styria und Moser Holding AG im Bereich regionaler Gratiswochenzeitungen. Am 16. Juli 2009 wurde das Unternehmen von Styria Medien AG in Styria Media Group AG umbenannt.
Etwa 2015 bezog das Unternehmen das Styria Media Center im Grazer Stadtbezirk Jakomini.
2019 modernisierte die Styria ihre Zeitungsdruckereien in Graz, St. Veit/Glan und Zagreb.

## Medien
Zur Styria gehören unter anderem zahlreiche Tageszeitungen, Wochenzeitungen, Magazine, Online-Dienste, Radio-Sender, Buchverlage und Agenturen. Daneben gehören dem Konzern auch Druckereien, Logistik-, Werbe-, IT- sowie Softwareentwicklungsunternehmen.

### Tageszeitungen
- Die Presse (Österreich)
- Kleine Zeitung (Österreich)
- 24 sata (Kroatien)
- Večernji list (Kroatien)
- Poslovni dnevnik (Kroatien)

### Wochenzeitungen
- Die Furche (Österreich)
- der Grazer (Österreich)
- Woche Steiermark (Österreich)
- Regional Medien Kärnten (Österreich)
- Bezirksblätter Burgenland (Österreich)
- Bezirksblätter Salzburg (Österreich)
- Bezirksblätter Tirol (Österreich)
- Bezirksblätter Niederösterreich (Österreich)
- BezirksRundSchau (Österreich)
- BezirksZeitung (Österreich)
- G7, auch G7 – Die Stadtzeitung (Österreich)

### Magazine
- Sport aktiv (Österreich)
- Pharmonia (Slowenien)

### Onlinemedien (Auswahl)
- diepresse.com (Österreich)
- kleinezeitung.at (Österreich)
- kleinezeitung.at/next (Österreich)
- meinbezirk.at (Österreich)
- willhaben.at (Österreich)
- ligaportal.at (Österreich)
- gesund.at (Österreich)
- 24sata.hr (Kroatien)
- vecernji.hr (Kroatien)
- njuskalo.hr (Kroatien)
- poslovni.hr (Kroatien)
- miss7.24sata.hr (Kroatien)
- zurnal24.si (Slowenien)
- med.over.net (Slowenien)
- bolha.com (Slowenien)
- mojedelo.com (Slowenien)

### Audiovisuelle Medien
- Antenne Steiermark (Österreich)
- Antenne Kärnten (Österreich)
- Schlagerradio Flamingo (Österreich)

### Buchverlage
- Styria Verlag (Österreich)
- Kneipp Verlag (Österreich)
- Molden Verlag (Österreich)
- Pichler Verlag (Österreich)

Vormals
- Styria regional Verlag (Österreich) – darin Carinthia, Edition Oberösterreich, Styriaca und Edition Tirol